# Xyris exigua
Xyris exigua är en gräsväxtart som beskrevs av Gustaf Oskar Andersson Malme. Xyris exigua ingår i släktet Xyris och familjen Xyridaceae. IUCN kategoriserar arten globalt som akut hotad. Inga underarter finns listade i Catalogue of Life.